# Всеобщие выборы в Малайской Федерации (1959)
Всеобщие выборы в Малайской федерации прошли 19 августа 1959 года и стали первыми выборами в стране после объявления независимости от Великобритании в 1957 году.  Коалиционная Союзная партия, в которую входили Объединённая малайская национальная организация, Малайский китайский конгресс и Малайский индийский конгресс, получила 74 места из 104 мест парламента, хотя её поддержали 51,7% избирателей. Это позволило Партии альянса сформировать правительство. Явка составила 73,3%.
В 1963 году Малайская Федерация объединилась с тремя другими штатами, образовав Малайзию. 

## Результаты
| Партия                                    | Голоса    | %    | Места | +/-   |
| ----------------------------------------- | --------- | ---- | ----- | ----- |
| Союзная партия                            | 800 944   | 51,8 | 74    | +23   |
| Всемалайская исламистская партия          | 329 070   | 21,3 | 13    | +12   |
| Малайский народный социалистический фронт | 199 688   | 12,9 | 8     | новая |
| Народная прогрессивная партия             | 97 391    | 6,3  | 4     | +4    |
| Национальная партия Негара                | 32 578    | 2,1  | 1     | +1    |
| Малайская партия                          | 13 404    | 0,9  | 1     | новая |
| Независимые                               | 74 194    | 4,8  | 3     | +3    |
| Недействительные/пустые бюллетени         | 17 306    | —    | —     | —     |
| Всего                                     | 1 564 575 | 100  | 104   | +52   |
| Источник: Nohlen et al.                   |           |      |       |       |